# إيان ماكفادين
المارشال الجوي السير إيان ديفيد ماكفادين (بالإنجليزية: Sir Ian David Macfadyen)‏ (ولد في 19 فبراير 1942) ضابط كبير في سلاح الجو الملكي والحاكم السابق لجزيرة مان من 2000 إلى 2005 وحاكم قلعة وندسور من 2009 إلى 2014.

## المسيرة العسكرية
ولد ابن المارشال الجوي السير دوغلاس ماكفادين وتلقى إيان ماكفادين تعليمه في كلية مارلبورو ودرس في كلية سلاح الجو الملكي في كرانويل في عام 1960.
بعد الخدمة في أسراب مقاتلة في عام 1970 أصبح مدرب طيران وعضوا في فريق الصيادين البهلوانية في كلية سلاح الجو الملكي في كرانويل.
في عام 1980 كقائد جناح تم تعيينه ضابطا للقائد للسرب رقم 29 الذي خدم في جزر فوكلاند وقائد السرب رقم 23 في عام 1983.
في عام 1985 كقائد المجموعة كان قائد المحطة في قاعدة سلاح الجو الملكي في ليوشارز في فايف.
في عام 1990 أصبح قائدا للقوات البريطانية في الشرق الأوسط وفي عام 1991 بوصفه نائب مشير كان مساعد رئيس أركان الدفاع للمتطلبات التشغيلية (أنظمة الهواء). منذ عام 1992 كان ماكفادين رئيس نادي ختم رافلت.
في عام 1994 تمت ترقيته إلى مارشال وأصبح المدير العام لمشروع القوات المسلحة السعودية.
تقاعد من سلاح الجو الملكي البريطاني في فبراير 1999.

## لاحقا
في أكتوبر 2000 عين ماكفادين حاكم جزيرة مان.
من 2006 إلى 2008 كان الرئيس الوطني للفيلق الملكي البريطاني وبعد ذلك المفتش الفخري العام للقوات الجوية المساعدة الملكية.
في أكتوبر 2009 أصبح ماكفادين حاكم قلعة وندسور ليخلف نائب الأدميرال إيان جينكينز. قبل التقاعد من هذا المنصب في يوليو 2014 منح مكفدين من قبل الملكة إليزابيث الثانية لقب قائد فارس من النظام الفيكتوري الملكي في حفل خاص في قلعة وندسور.